# Борщов Валерій Васильович
Валерій Васильович Борщов (рос. Валерий Васильевич Борщов; 1 грудня 1943, Чернянноє, Тамбовська область, Російська РФСР) — російський політик, правозахисник, журналіст, лідер правозахисної фракції партії «Яблуко». Член Московської Гельсінської групи.
В 1966 році закінчив факультет журналістики МДУ. Був запрошений в «Комсомольську правду»: спочатку працював в інституті «Громадська думка» Б. А. Грушина (підрозділ «КП»), а коли він закрився, перейшов у відділ комсомольського життя і молодіжних проблем на посаду кореспондента, потім — старшого кореспондента.

## Громадянська позиція
Як правозахисник, в лютому 2015 року, зустрічався з Надією Савченко.
В березні 2014 року підписав листа «Ми з Вами!» КіноСоюзу на підтримку України.
21 лютого 2022 року, підписав відкритий колективний лист російського Конгресу інтелігенції "Ви будете прокляті!" Паліям війни», в якому йдеться про історичну відповідальність влади РФ за розпалювання «великої війни з Україною».